# 孫鋐
孫鋐（？—？），字元涵，湖廣崇陽縣人，明朝政治人物。

## 生平
湖廣戊子科鄉試舉人。萬曆二十年（1592年），登壬辰科第二甲第二十一名進士，仕至臨安府知府。

## 家族
曾祖孫大用；祖父孫綱；父孫可侍。